# پنوموویریده
پنوموویریده خانواده ای از ویروس‌های RNA رشته منفی در راسته مونو نمو ویرالس است. انسان‌ها، گاوها و جوندگان به عنوان میزبان طبیعی عمل می‌کنند. عفونت‌های دستگاه تنفسی، مانند ویروس سنسیشیال تنفسی انسانی با ویروس‌های این خانواده مرتبط است. پنج گونه در این خانواده وجود دارد که بین جنس و متاپنوموویروس‌ها و ارتوپنوموویروس‌ها تقسیم می‌شوند. این خانواده قبلاً به عنوان زیر خانواده پارامیکسوویروس‌ها در نظر گرفته می‌شد، اما از سال ۲۰۱۶ مجدداً طبقه‌بندی شد.